# Mschana (Lwiw)
Mschana (ukrainisch Мшана; russisch Мшана, polnisch Mszana) ist ein Dorf im Zentrum der ukrainischen Oblast Lwiw mit etwa 2800 Einwohnern.
Das erstmals 1453 schriftlich erwähnte Dorf liegt in der historischen Landschaft Galizien und gehört seit dem 12. Juni 2020 zur Stadtgemeinde Horodok im Rajon Lwiw. Zuvor war Mschana die einzige Ortschaft der gleichnamigen Landratsgemeinde im Norden des Rajon Horodok.

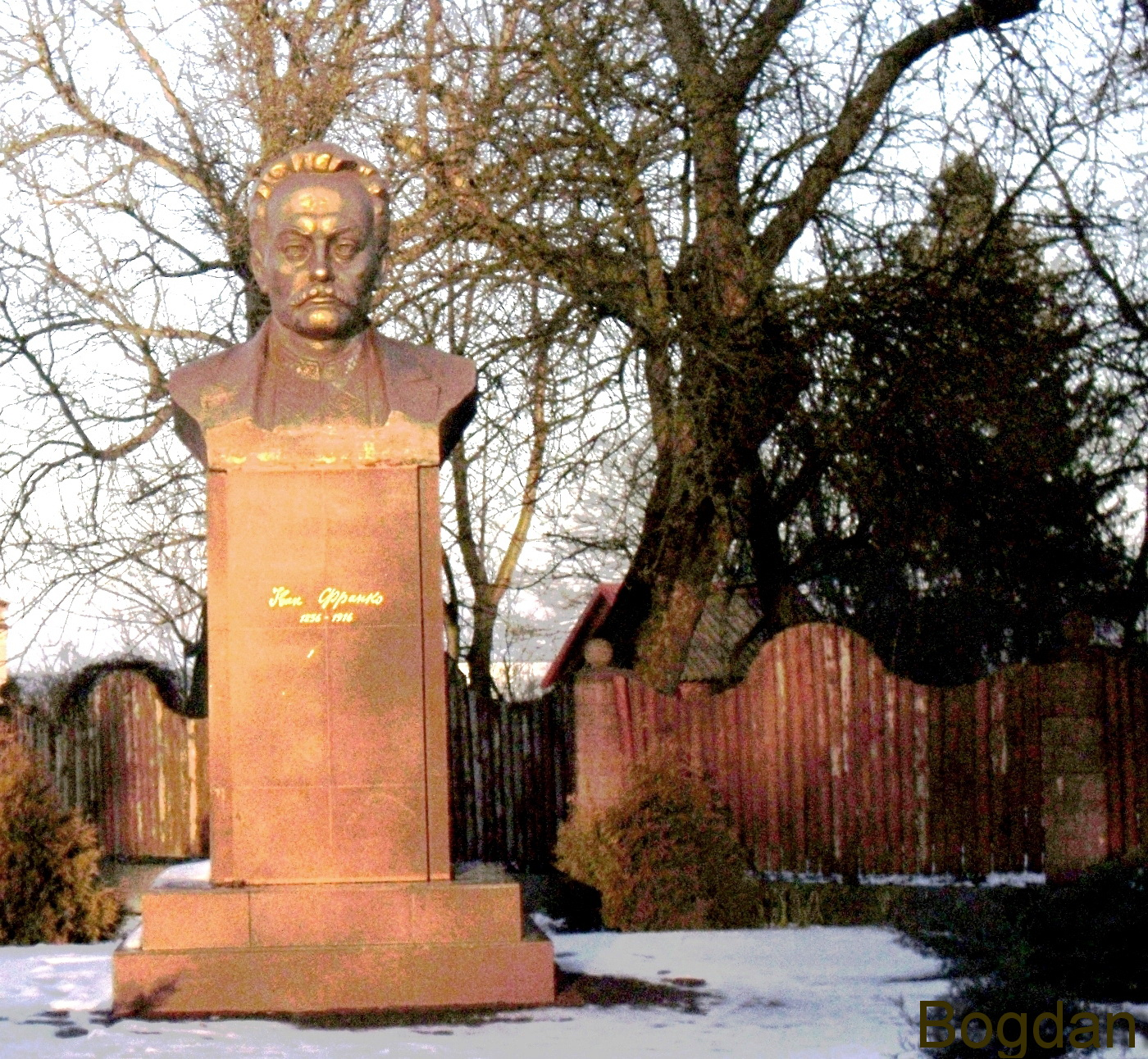
Iwan-Franko-Denkmal im Dorf

Mschana liegt auf einer Höhe von 293 m südlich dem Ufer der Wereschtschyzja (Верещиця), einem 92 km langen, linken Nebenfluss des Dnister, 12 km nordöstlich vom ehemaligen Gemeinde- und Rajonzentrum Horodok und etwa 20 km westlich vom Oblastzentrum Lwiw. 
3 1⁄2 km südlich vom Dorf verläuft die Fernstraße M 11. Die Ortschaft besitzt eine Bahnstation an der Bahnstrecke Lwiw–Przemyśl.